# Hostalric
Hostalric is een gemeente in de Spaanse provincie Girona in de autonome regio Catalonië met een oppervlakte van 3 km². Hostalric telt 4.058 inwoners (1 januari 2016).
De historische dorpskern is geklasseerd als cultureel erfgoed van nationaal belang.

## Demografische ontwikkeling
Bron: INE, 1857-2011: volkstellingen

## Galerij

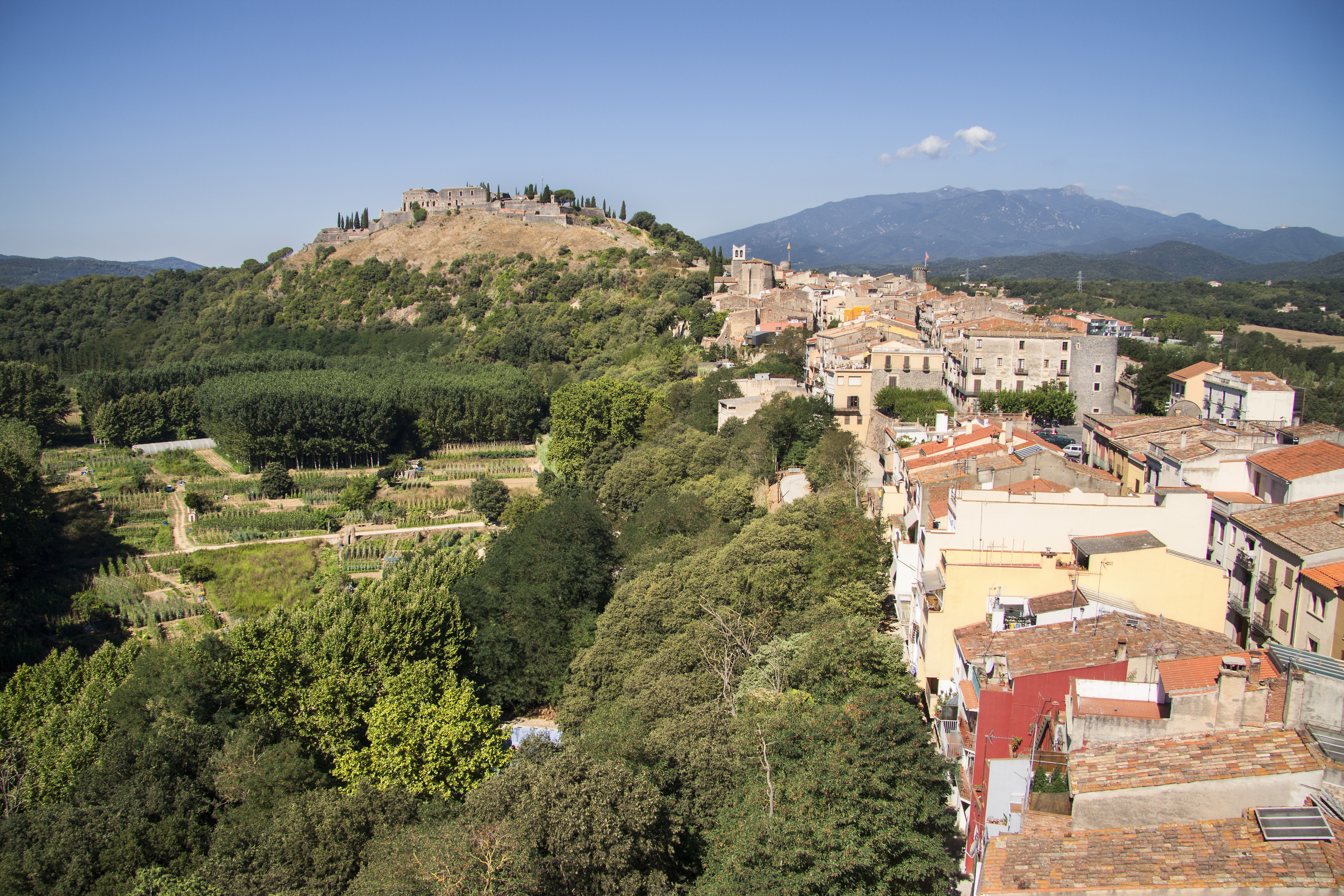
Hostalric
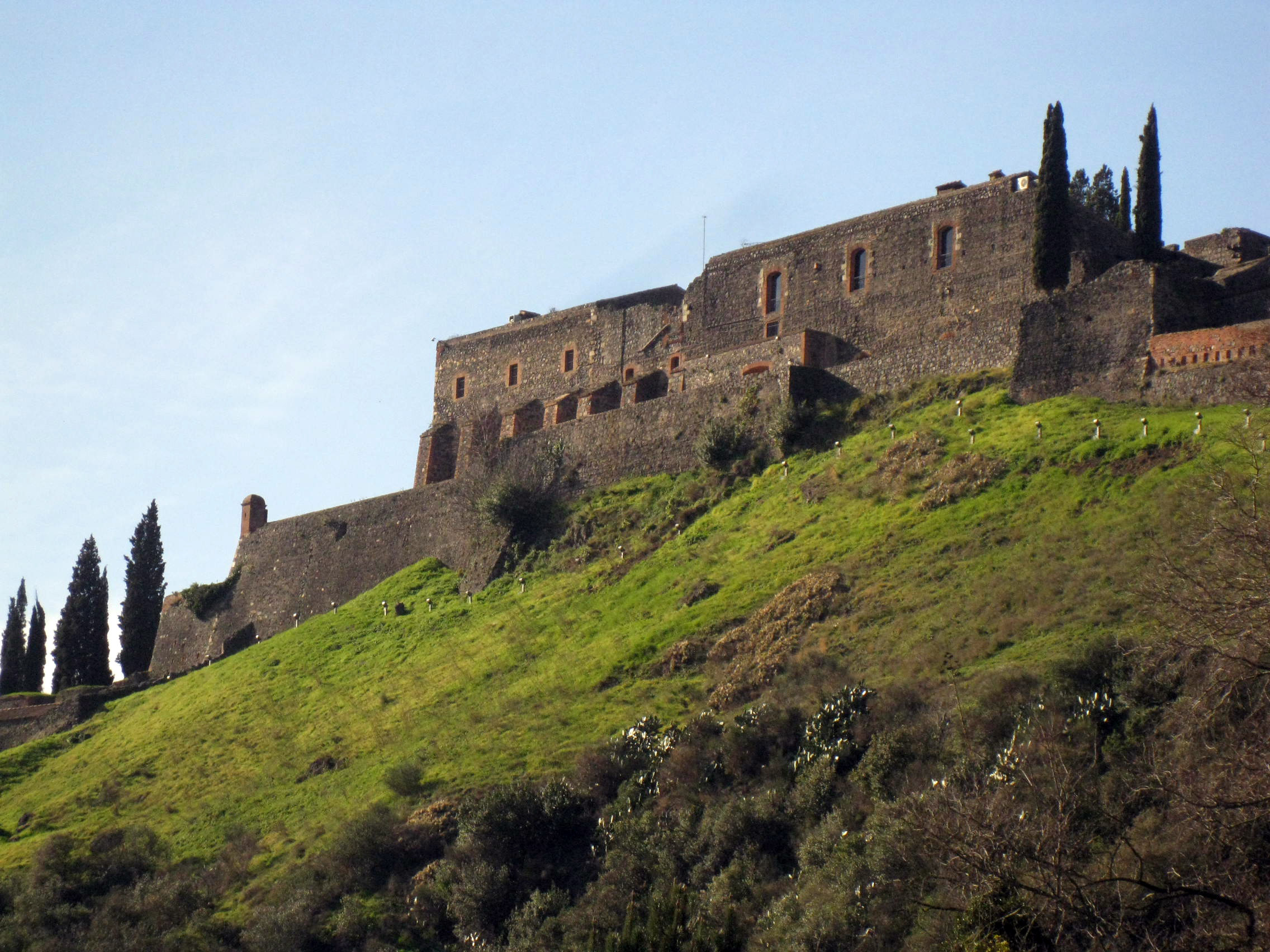
Kasteel van Hostalric
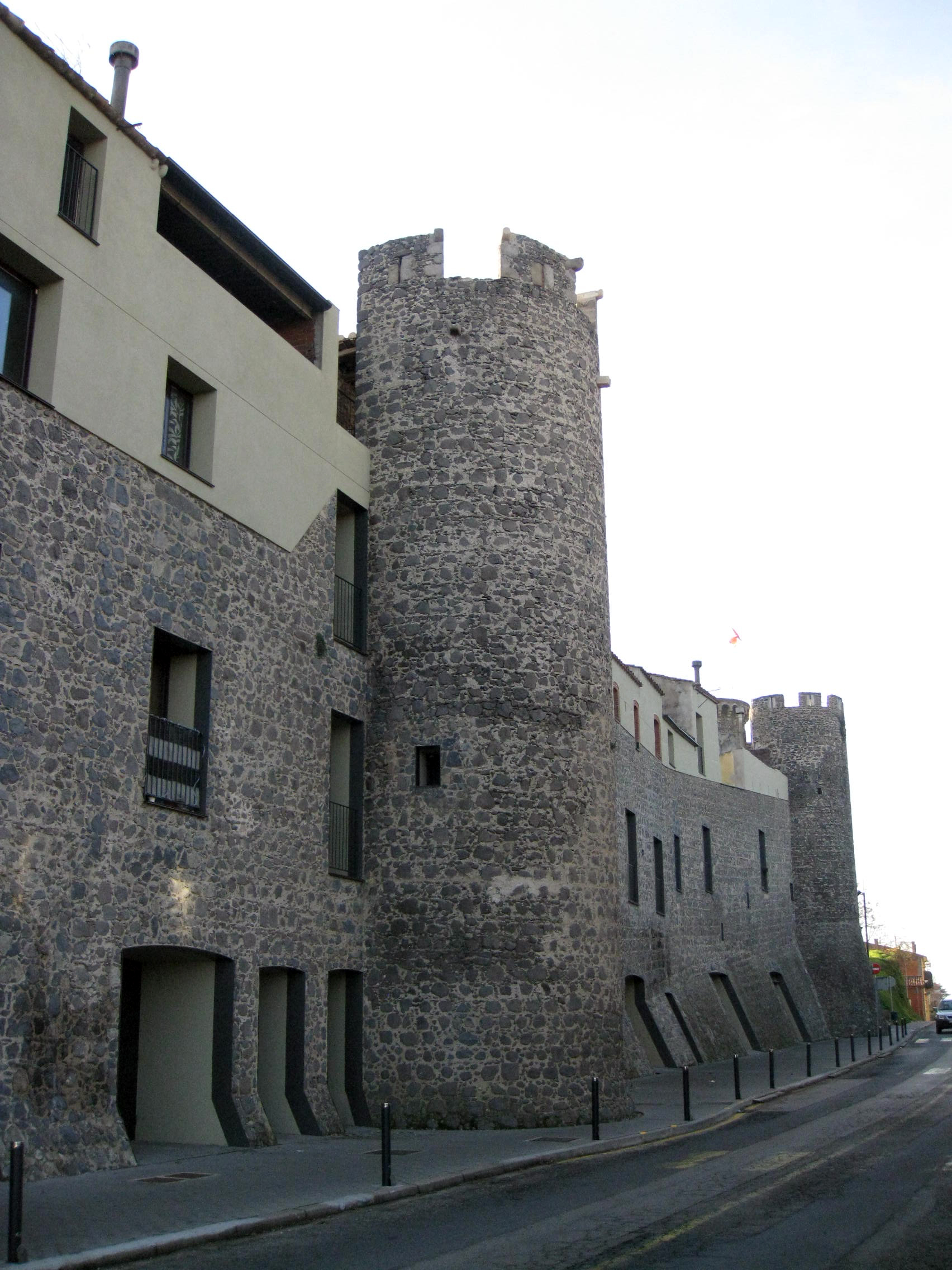
Stadsmuur van Hostalric
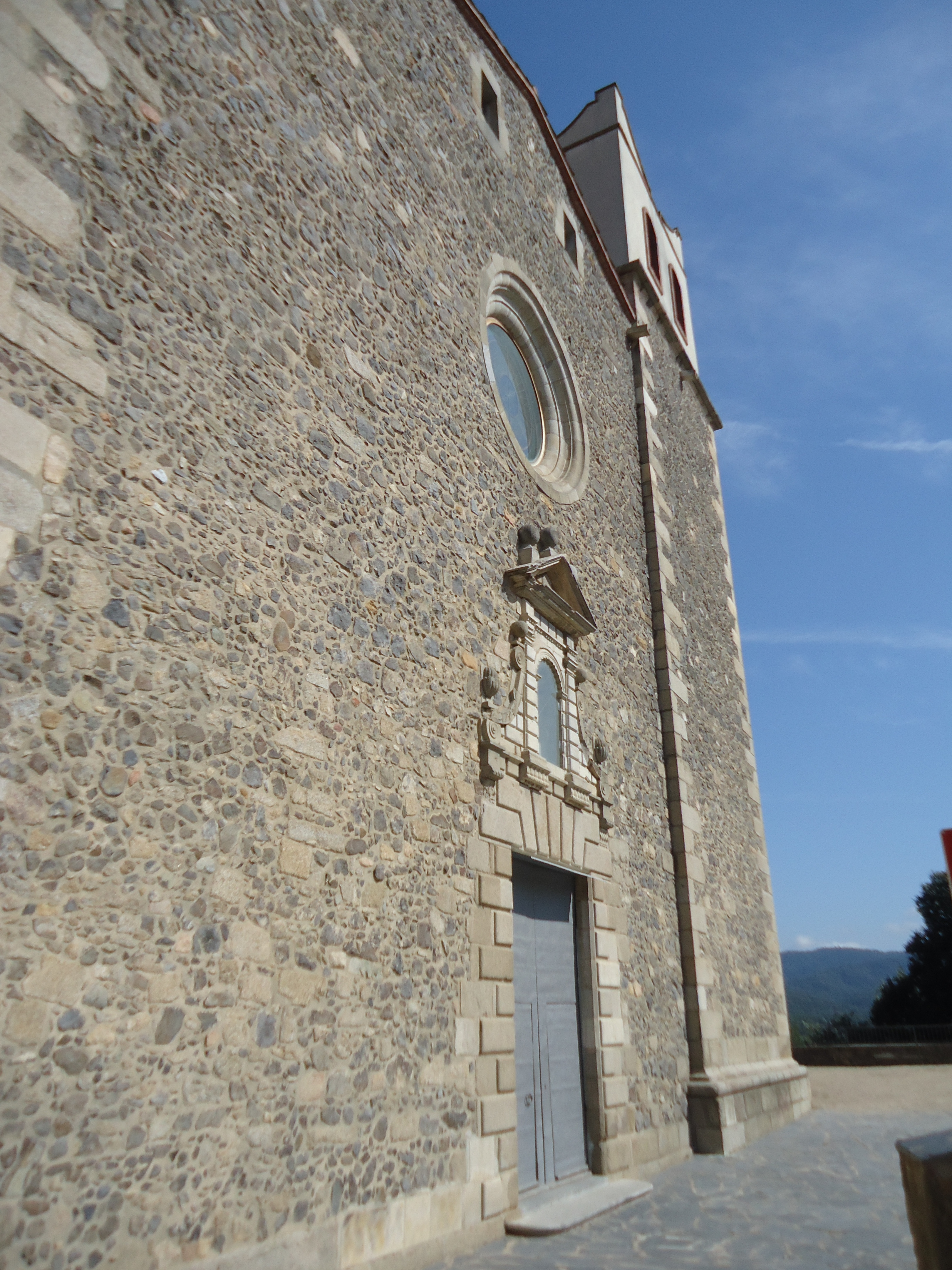
Parochiekerk van Santa Maria

## Geboren in Hostalric
- Tommy Robredo (1 mei 1982), tennisser